# Breezy Point
Breezy Point is een plaats (city) in de Amerikaanse staat Minnesota, en valt bestuurlijk gezien onder Crow Wing County.

## Demografie
Bij de volkstelling in 2000 werd het aantal inwoners vastgesteld op 979.
In 2006 is het aantal inwoners door het United States Census Bureau geschat op 1559, een stijging van 580 (59,2%).

## Geografie
Volgens het United States Census Bureau beslaat de plaats een oppervlakte van
42,7 km², waarvan 34,0 km² land en 8,7 km² water.

## Plaatsen in de nabije omgeving
De onderstaande figuur toont nabijgelegen plaatsen in een straal van 16 km rond Breezy Point.